# Anti-Austerity Alliance–People Before Profit
Anti-Austerity Alliance–People Before Profit (AAA–PBP), irl. Comhghuaillíocht Frith-Dhéine-Comhghuaillíocht an Phobail roimh Bhrabús – partia polityczna założona w 2015 roku, utworzona z dwóch irlandzkich lewicowych ugrupowań: Anti-Austerity Alliance oraz People Before Profit Alliance.
W Irlandii nowa partia zastąpiła dotychczasowe, które zostały wykreślone z rejestru, jednakże obie nadal utrzymują swoje własne tożsamości, a PBP zachowała swoją rejestrację w Irlandii Północnej. Sojusz został założony z zamiarem pozyskania większego poparcia dla swych celów w Dáil Éireann po wyborach w 2016 roku.
W wyborach samorządowych w 2016 roku partia wystawiła 31 kandydatów, z których 6 dostało się do Dáil Éireann.